# Eva Ionesco
Eva Ionesco (n. 21 mai 1965, Paris, Région parisienne, Franța) este o actriță și o regizoare franceză.

## Biografia
Născută într-o familie de origine română, Eva Ionesco este fiica fotografei Irina Ionesco. Copil fiind, ea este pusă frecvent de mama ei să pozeze ca model, uneori goală. Natura erotică a acestor fotografii provoacă o mare controversă. La unsprezece ani, a pozat goală pe coperta revistei Spiegel. La șaisprezece ani, pozează dezbrăcată pentru revista Pierre et Gilles, pe tema Adam și Eva: 
„Avec ses airs de „baby doll”, notre amie Éva Ionesco s'imposait dans le rôle d'Éva”
 („Cu aerul ei de copil păpușă, prietena noastră Éva Ionesco se impunea în rolul Evei”) va spune mai târziu duoul de fotografi. În perioada copilăriei, ea a fost adesea respinsă de copiii de vârsta ei din cauza acestor fotografii și a toaletelor scandaloase pe care mama ei o obliga să le poarte până și la joacă. 
Aceasta este și perioada în care ea se împrietenește cu unul dintre camarazii săi, viitorul chausseur (designer de încălțăminte), Christian Louboutin, pentru care a făcut o mulțime de fotografii.
Tot la sfârșitul anilor 1970, în timp ce ea era încă minoră, ea a jucat în câteva filme erotice. Acestea au fost ulterior cenzurate pentru că au fost considerate pornografie infantilă deoarece au pus în scenă minori în situații cu conotație erotică.
Mai târziu, Eva Ionesco este cunoscută pentru roluri în filme regizate de Virginie Thévenet, Agnès Obadia, Patrick Mimouni. 
Este căsătorită cu scriitorul Simon Liberati - pe care l-a întâlnit în primăvara anului 2013 și care i-a dedicat o carte la în toamna anului 2015.

### Controverse și procese
Pentru Eva Ionesco, copilăria ei a fost traumatizantă, ea având sentimentul de a fi fost exploatată în cadrul diferitelor activități numite "artă" ; acest lucru o va determina, mulți ani mai târziu, să facă o plângere, în special împotriva mamei ei, Irina, pentru prejudiciul suferit.
Eva Ionesco își povestește această copilărie aparte și relația cu mama sa în primul film de lung metraj pe care l-a regizat, My Little Princess (2011), care primește în 2008 sprijinul Centrului national de cinématographie (CNC), cu o promisiune de avans pe rețetă .

## Filmografia

### Actriță

#### Televiziune
- 1979⁠(d) L'Hôtel du libre échange⁠(d), regia Georges Feydeau, Guy Séligmann
- 1988⁠(d) Sueurs froides : Une copropriétaire
- 1989⁠(d) Le Conte d'hiver : Mopsa
- 1994⁠(d) Maigret : Cécile est morte⁠(d), regia Denys de La Patellière : Florence Boinet
- 1996⁠(d) Cubic
- 1997⁠(d) La Petite Maman : Mademoiselle Bonnat
- 1999⁠(d) Maison de famille : Sandra
- 2000⁠(d) Oncle Paul : Colombe
- 2001⁠(d) Les Enquêtes d'Éloïse Rome⁠(d) : Agnès Dahl
- 2005⁠(d) Venus și Apollo⁠(d) : Olivia
- 2013⁠(d) Les Déferlantes⁠(d), regia Éléonore Faucher⁠(d)

#### Cinema
- 1976 Locatarul (Le Locataire), regia Roman Polanski : fiica doamnei Gaderian
- 1976 Spermula⁠(d) de Charles Matton⁠(d)
- 1977 Maladolescenza⁠(d) : Silvia
- 1978 L'Amant de poche⁠(d) de Bernard Queysanne⁠(d) : Martine
- 1980 Journal d'une maison de correction : Laurence N.
- 1982 Meurtres à domicile⁠(d) de Marc Lobet⁠(d) : Pauline
- 1983 Grenouilles : Kati
- 1985 Les Nanas⁠(d) : Miss France
- 1985 La Nuit porte-jarretelles⁠(d) de Virginie Thévenet⁠(d) : Albane
- 1987 Jeux d'artifices⁠(d) de Virginie Thévenet⁠(d) : Eva
- 1987 Hôtel de France⁠(d) de Patrice Chéreau⁠(d) : Katia, chelneriță
- 1987 Résidence surveillée
- 1987 Îndrăgostita⁠(d) de Jacques Doillon⁠(d) : Elsa
- 1989 Marie cherchait l'amour
- 1989 Orchestre⁠(d): Margaret
- 1990 Monsieur⁠(d) : Mme Pons-Romanov
- 1991 Chant de guerre parisien
- 1992 La Table d'émeraude
- 1992 La Sévillane⁠(d) de Jean-Philippe Toussaint⁠(d) : iubita lui Pascale
- 1993 Comment font les gens⁠(d) de Pascale Bailly⁠(d) : Emmanuelle
- 1993 Rupture(s)⁠(d) : Anna
- 1993 Grand bonheur : Emma
- 1994 X pour Xana
- 1994 Montparnasse-Pondichéry⁠(d) de Yves Robert⁠(d) : Colette
- 1994 Bête de scène⁠(d) de Bernard Nissille⁠(d) : unul dintre copii
- 1995 Pullman paradis: Marie-Paule Daragnès
- 1996 Apartamentul : femeia la agenția de turism
- 1996 Encore⁠(d) de Pascal Bonitzer⁠(d) : Olga
- 1997 Romaine : Pastelle
- 1997 Rien que des grandes personnes
- 1997 Vive la république : soția lui Victor
- 1997 Liberté chérie scurtmetraj de Jean-Luc Gaget⁠(d)
- 1998 La Patinoire⁠(d): editorul
- 1998 La Nouvelle Ève⁠(d) de Catherine Corsini⁠(d) : o femeie de PS
- 1999 Farewell, Home Sweet Home⁠(d) de Otar Iosseliani : prostituata
- 2000 Paris, mon petit corps est bien las de ce grand monde : iubuta Agathei
- 2001 Un aller simple⁠(d) de Laurent Heynemann⁠(d) : Clémentine
- 2002 Les Diables⁠(d) de Christophe Ruggia⁠(d)
- 2003 It's Easier for a Camel...⁠(d) de Valeria Bruni-Tedeschi⁠(d): muncitoarea
- 2003 A Man, a Real One⁠(d) de Arnaud and Jean-Marie Larrieu⁠(d) și Arnaud and Jean-Marie Larrieu⁠(d): asistenta producătorului
- 2003 Roata norocului, regia Laurent Bénégui : jucătoarea de Deauville
- 2003 That Woman⁠(d) de Guillaume Nicloux⁠(d) : Madame Kopmans
- 2004 L'Empreinte (court-métrage) : Anna Yordanoff
- 2004 Éros thérapie⁠(d) și Je suis votre homme : Hélène
- 2004 Quand je serai star⁠(d) de Patrick Mimouni⁠(d) : Alice
- 2005 Les Invisibles : Vanessa
- 2006 Ascultă trecutul⁠(d) : Mme Bourmel
- 2006 La Fille sous l'océan : Anaïs
- 2007 La Promenade: prostituata nr. 1
- 2008 Comédie sentimentale : Marylin
- 2008 Je vous hais petites filles : Punk Idol
- 2008 I Dreamt Under the Water⁠(d) de Hormoz⁠(d) : Femme Sif
- 2008 À l'est de moi : fata din toaleta Palatului
- 2009 La Famille Wolberg⁠(d) de Axelle Ropert⁠(d) : Sarah, iubita lui Joseph
- 2010 Crime : Ella, traficanta
- 2011 La Ligne blanche⁠(d) d'Olivier Torres⁠(d) : costumiera

### Regizor
- 2006 : Legea pădurii (metraj mediu)[13]
- 2011 Mica mea prințesă; selectată de către Semaine de la critique (în afara competiției) la festivalul de la Cannes 2011
- 2014 Rosa Mystica (scurt metraj)